# Caradrina aspersa
Caradrina aspersa is een vlinder uit de familie uilen (Noctuidae). De wetenschappelijke naam is voor het eerst geldig gepubliceerd in 1834 door Rambur.
De soort komt voor in Europa.